# Kanton Cournon-d'Auvergne
Kanton Cournon-d'Auvergne (fr. Canton de Cournon-d'Auvergne) je francouzský kanton v departementu Puy-de-Dôme v regionu Auvergne. Tvoří ho pouze město Cournon-d'Auvergne.